# Kuhlmanniodendron apterocarpum
Kuhlmanniodendron apterocarpum är en tvåhjärtbladig växtart som först beskrevs av João Geraldo Kuhlmann, och fick sitt nu gällande namn av Pedro Fiaschi och Groppo. Kuhlmanniodendron apterocarpum ingår i släktet Kuhlmanniodendron och familjen Achariaceae. Inga underarter finns listade i Catalogue of Life.